# Rånden
Rånden eller Råndan (samiska Ranndan) som den kallas i folkmun, är en å i centrala Härjedalen som sträcker sig från Brändåsen till Linsell, där den mynnar ut i Ljusnan. Rånden är mest känd bland flugfiskare för dess stora harrar med Dalsvallen som utgångpunkt. Namnet är lånat från samiskan (Bergsland 1994).